# ماونت استورم (ویرجینیای غربی)
ماونت استورم (به انگلیسی: Mount Storm) یک منطقهٔ مسکونی در ایالات متحده آمریکا است که در شهرستان گرنت، ویرجینیای غربی واقع شده‌است. ماونت استورم ۱۰۹ نفر جمعیت دارد.